# Trichogramma japonicum
Trichogramma japonicum är en stekelart som beskrevs av William Harris Ashmead 1904. Trichogramma japonicum ingår i släktet Trichogramma och familjen hårstrimsteklar. Inga underarter finns listade i Catalogue of Life.